# 巨脈蜻蜓
巨脈蜻蜓（學名：Meganeura），又名大尾蜻蜓或巨尾蜻蜓，是3億年前石炭紀的一種已滅絕昆蟲，外型與現今的蜻蜓接近，兩者有親緣關係。翼展範圍自 65 cm（25.6英寸） 到超過 70 cm（28英寸），是目前已知地球上曾出現最大的飛行昆蟲。牠們是掠食者，以其他昆蟲及細小的兩棲動物為食物。
巨脈蜻蜓的化石是於1880年在法國科芒特里的煤礦場發現。法國古生物學家查理斯·布隆尼亞則於 1885 年將化石命名為 Meganeura，意思為「巨大的網脈」，指的是化石上清晰的網狀翅脈。另一個完整的化石標本是於1979年在德比郡的博爾索弗發現。完模標本現存放在巴黎的法國國立自然史博物館。

## 體型
有多項理論可能可以解釋石炭紀昆蟲的巨大體型，但仍然具有爭議：
- 氧氣濃度與大氣密度：昆蟲透過氣管將氧氣擴散至全身，而這項系統會限制牠們的體型，但史前昆蟲卻能突破這項限制。最早的理論（Harlé & Harlé, 1911）認為當時的空氣中氧氣含量遠高於現今的 20% 才能造就如此巨大的體型。這項理論最初不被其他科學家接納，但是近年的研究卻證實了氧氣濃度與巨人症的關聯性，更高的氧氣濃度可以促使昆蟲長成更大的體型[3]。若這項理論正確，則之後氧氣含量的下跌可能就是這些巨型昆蟲滅絕的主因。反對這項理論的科學家則認為，昆蟲的氣管系統也會透過主動擴張與收縮來涉入氧氣，不僅僅是透過被動式的擴散，因此不會是限制牠們體型的主因[4]。最近針對現存昆蟲與鳥類的飛行力能學的研究分析顯示氧氣濃度與大氣密度的確會限制這些飛行生物的體型[5]。二疊紀時期雖然氧氣含量較石炭紀大幅下降，但仍有巨脈科的物種擁有接近巨脈蜻蜓的翼展，這項結果駁斥了先前對於氧氣濃度與昆蟲體型相關的理論。此外，儘管巨脈蜻蜓具有目前已知最大飛行昆蟲的翼展，牠們的身體卻不大，體重甚至小於部分現今的鞘翅目，這代表著巨脈蜻蜓可能並不是真正的巨型昆蟲，而僅僅只是較現存的近親大型而已。
- 缺乏掠食者：另外一項理論認為拿巨脈蜻蜓的巨大體型與現存近親做比較無任何意義[6]。科學家（Bechly, 2004）認為當時缺乏會飛行的脊椎動物掠食者才導致了這些生存於石炭紀與二疊紀時期有翅亞綱的昆蟲得以長到體型上限。而在肉食性魁翅目與植食性古網翅目之間的演化軍備競賽則加速了雙方體型的演化速度[7]。
- 水生幼蟲競爭：還有一項理論認為在水中發育成長的陸生昆蟲，在幼體時期必須有巨大的體型以適應當時高濃度的氧氣[8]。

## 外部連結
维基共享资源上的相關多媒體資源：巨脈蜻蜓
- 巨脈蜻蜓的模型相片